# ژاک ویلیامز
ژاک روجر ویلیامز (انگلیسی: Jacques Roger Williams؛ زادهٔ ۲۵ آوریل ۱۹۸۱) یک بازیکن فوتبال اهل بریتانیا است.
از باشگاه‌هایی که در آن بازی کرده‌است می‌توان به باشگاه فوتبال بیرمنگام سیتی و باشگاه فوتبال تراکتورسازی تبریز اشاره کرد. او در تیم ملی زیر ۱۸ سال انگلستان نیز سابقه بازی دارد.